# Aeonium smithii

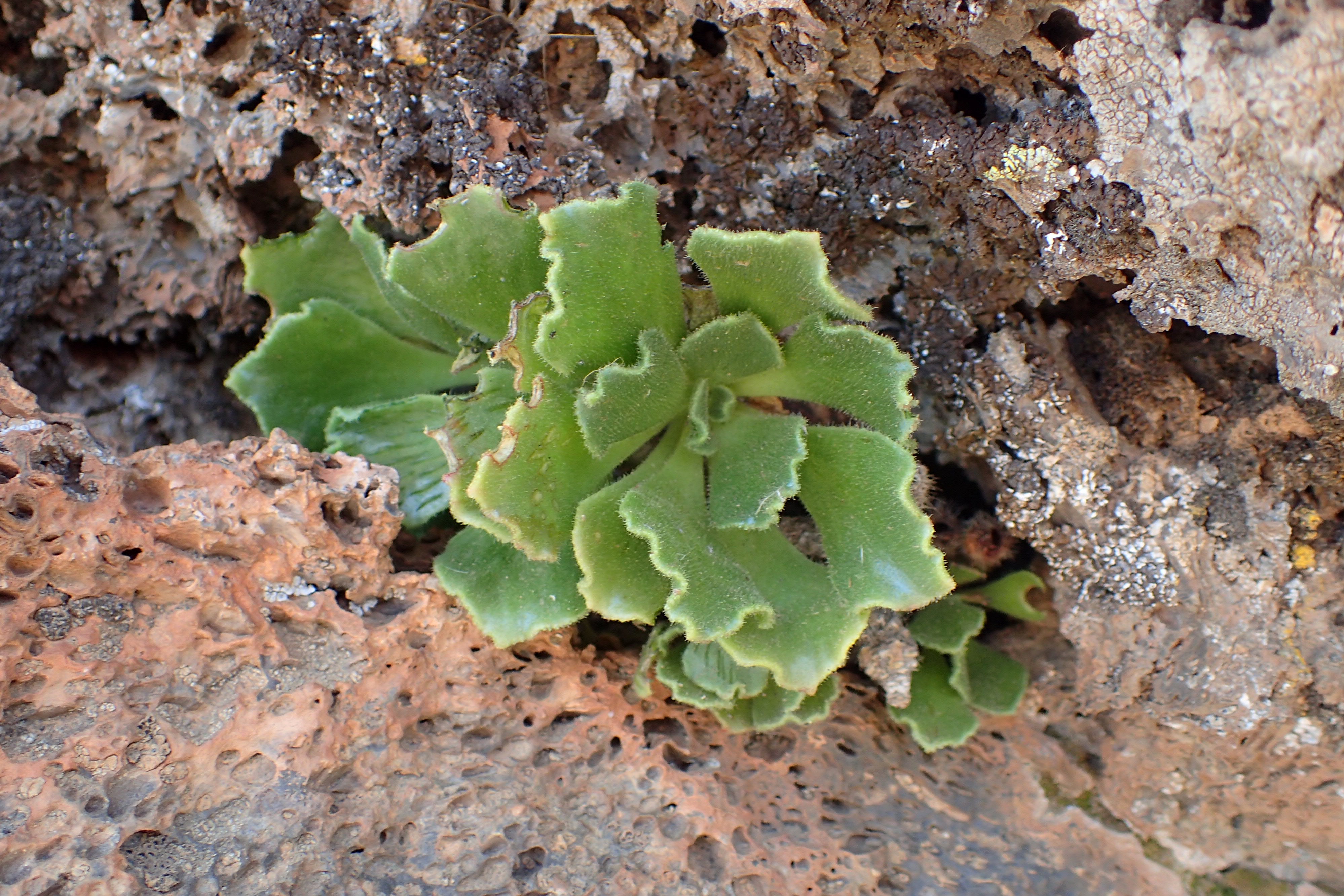
Aeonium smithii

Aeonium smithii és una espècie de planta suculenta del gènere Aeonium, de la família de les Crassulaceae.

## Descripció
És un arbust perennifoli caducifoli i suculent de fins a 60 cm d'alçada. Té característiques bastant atípiques que el distingeixen d'altres aeoniums.
Tija sense ramificar o amb branques molt divaricades de 7 a 30 mm de diàmetre, densament cobertes per pèls blanquinosos o marrons de 3 a 8 mm de llarg, llisos, sense reticulacions.
Les rosetes de les fulles tenen un diàmetre de 6-15 cm durant la temporada de creixement hivern-primavera; més aviat aplanades amb de 3 a 7 fulles.
Les fulles de 13 a 30 mm de llarg i d'1 a 1,5 mm de gruix, en forma de cullera o de rem, apicalment acuminades, bàsicament cuneades, brillants a l'anvers, puberulentes, amb ratlles tànniques longitudinals marronoses ben visibles sobretot al revers. Tenen marges ondulats, amb una ondulació que varia de lleu a pronunciada, amb cilis cònics (de menys de 0,3 mm de llarg) i alguns pèls addicionals (de 0,1 a 0,5 mm de llarg). El revers de les fulles presenta unes prominents glàndules linears, plenes d'un líquid vermellós que salta a la menor pressió, que són estructures engrossides d'emmagatzematge d'aigua. Quan les fulles cauen, queda al llarg de la vora inferior de les cicatrius una filera de pèls rígids. Després de la caiguda de les fulles, la pilositat augmenta i la tija es torna generalment híspida (peluda), tot i que les tiges més antigues solen perdre aquests cabells.
És extremadament prolífic en flors, les tiges de les flors fan una alçada de fins a 15 cm per sobre de les rosetes de les fulles. La part florífera de la inflorescència, de 4 a 15 de llarg i de 4 a 9 cm d'amplada. Peduncle de 4 a 40 cm d'alçada.
Les flors són de color groc, de 2,5 cm de diàmetre, sol tenir 10 a 12 pètals, divuit estams i 10 a 12 pistils. Pedicels d'1 a 9 mm de llargada, puberulents. Sèpals puberulents. Pètals de 7 a 9 mm de llarg i de 2 a 2,5 mm d'ample, lanceolats, aguts, grocs, amb línies vermelloses; Filaments glabres. Les flors no produeixen nèctar i floreixen entre març i octubre.
Ocasionalment s'hibrida amb exemplars d'Aeonium spathulatum.

## Distribució
Planta endèmica del sud i sud-oest de Tenerife, a les Canàries, des de Candelaria a Tamaimo, pujant fins a la part sud de Las Cañadas. Creix a la zona subalpina en un hàbitat rocós que sovint s'aferra a la roca pura, de 150 a 2150 metres d'altitud.

## Taxonomia
Aeonium smithii Webb & Berthel. va ser descrita per Philip Barker Webb i Sabin Berthelot i publicada a Histoire Naturelle des Iles Canaries. Paris. 3(2:1): 187.1840.

## Propietats medicinals
El suc de les seves tiges es pot emprar contra les cremades.